# Capela de São Tiago (Oliveira do Douro)

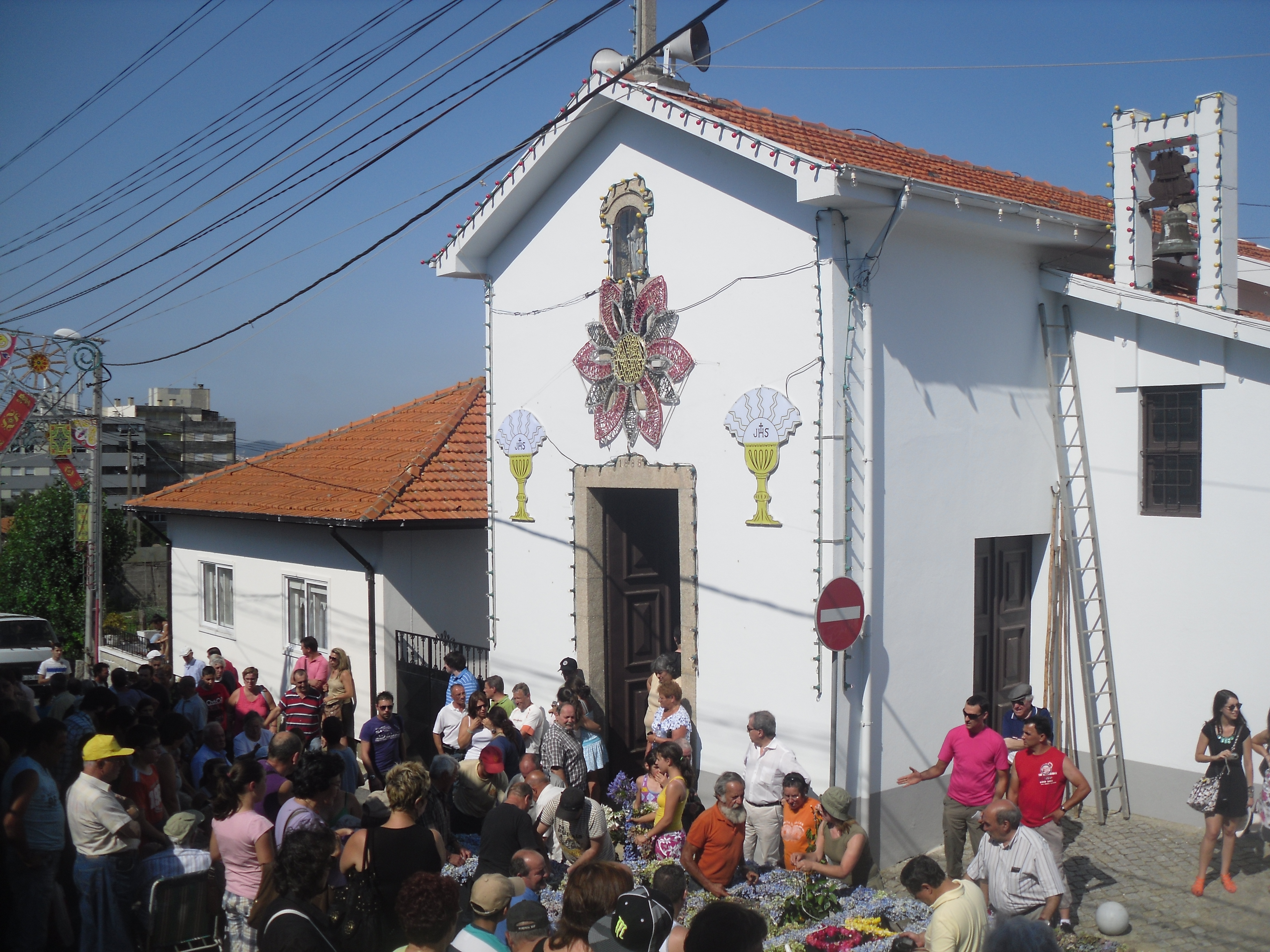
A capela durante a romaria popular local em julho

A Capela de São Tiago é um templo cristão localizado na freguesia de Oliveira do Douro, Município de Vila Nova de Gaia, Distrito do Porto.

## História
Esta capela aparece referenciada por Henrique Flórez, no século XVIII, como a "Ermita de Santiago" e nas memórias Paroquiais de 1758, como "Irmida de Santhiago".
A atual capela é uma transformação da anteriormente existente, sem que se saiba em que época foi construída a inicial. A ermida de S. Tiago está ligada à lenda de uma nascente de água, que terá surgido por pedido de uma ermita que habitava aquela serra, que implorava ao Senhor que acudisse a freguesia, que passava por uma grande falta de água.

## Festa popular
A Freguesia do Oliveira do Douro realiza a anual Festa de S. Tiago, em julho, com a subida do Arco, uma tradição muito antiga, que ainda nos dias de hoje tentam cumprir. Os jovens e os moradores do lugar enfeitam o Arco com flores e laranjas, e, sendo muito grande, a estrutura só consegue ser elevada com cordas e estacas. Arco fica colocado perto da Capelinha de São Tiago, na rua com o mesmo nome. A origem desta tradição ninguém sabe ao certo a explicar, mas a voz popular diz que nasceu pelo pagamento de uma promessa.